# 카리살시
카리살시(스페인어: Carrizal)는 베네수엘라 미란다 주의 지방 자치체로 행정 중심지는 카리살이며 면적은 32km2, 인구는 52,224명(2007년 기준)이다.